# オーギュスト・ティリー
オーギュスト・ティリー (仏：Auguste Tilly、1840年1月6日 - 1898年11月11日) はフランスの版画家。

## 経歴
オーギュスト・バルナベ・ティリーはトゥールに生まれた。彼は1860年代にパリに出てジョセフ・バーン・スミートンの版画工房「Cosson&Joseph Smeeton」に見習いとして入った。スミートンは1872年に彼を共同経営者として定期刊行物の版画を作成する「スミートン＆ティリー」工房を設立した。
彼は1870年にエミール・ティリー名義でサロン・ド・パリにテオフィル・シューラーとヤン・ダルジャンの作品を版画化して初出展した。その後、サロン・デ・アルテスト・フランセの会員となり、1880年から1892年にかけて定期的に作品を出展した。
彼は多くの定期刊行物のために版画を製作した。彼の息子、アルフォンス＝アンドレも版画家として1898年のサロンに出展している。彼は1898年11月11日にセーヴルで死去した。

## 版画作品

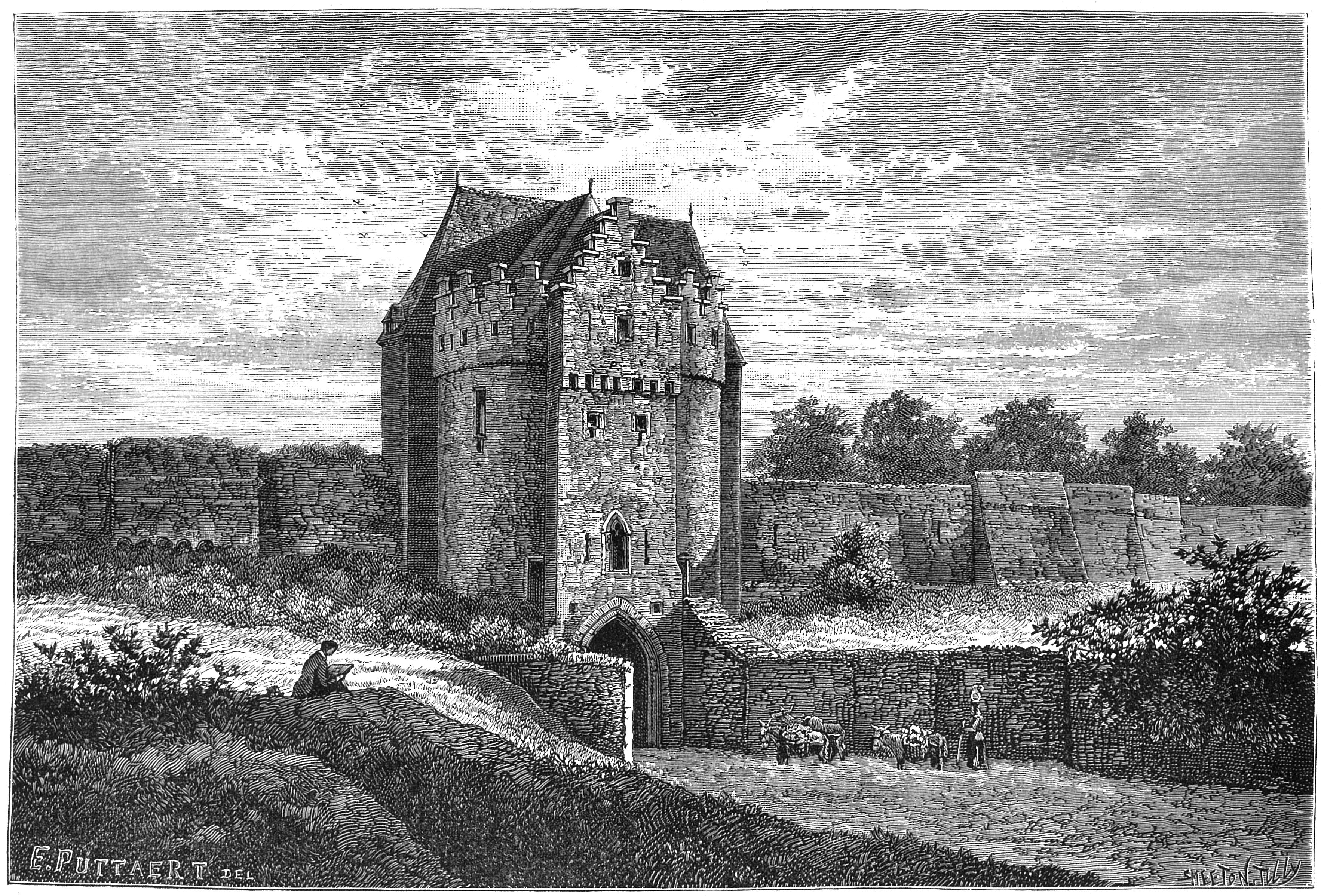
スカールベーク門
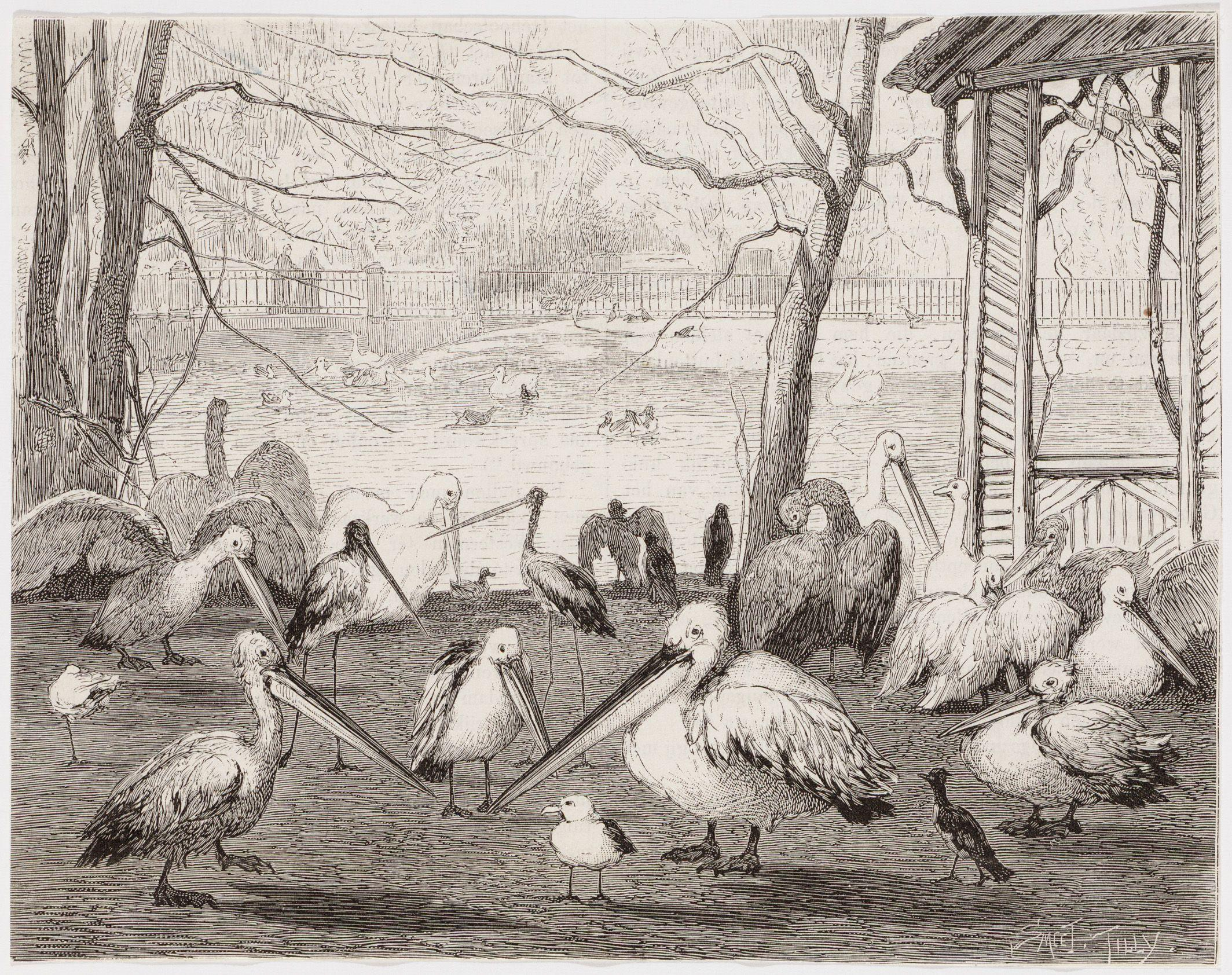
新プリンセン運河（フランス語版）

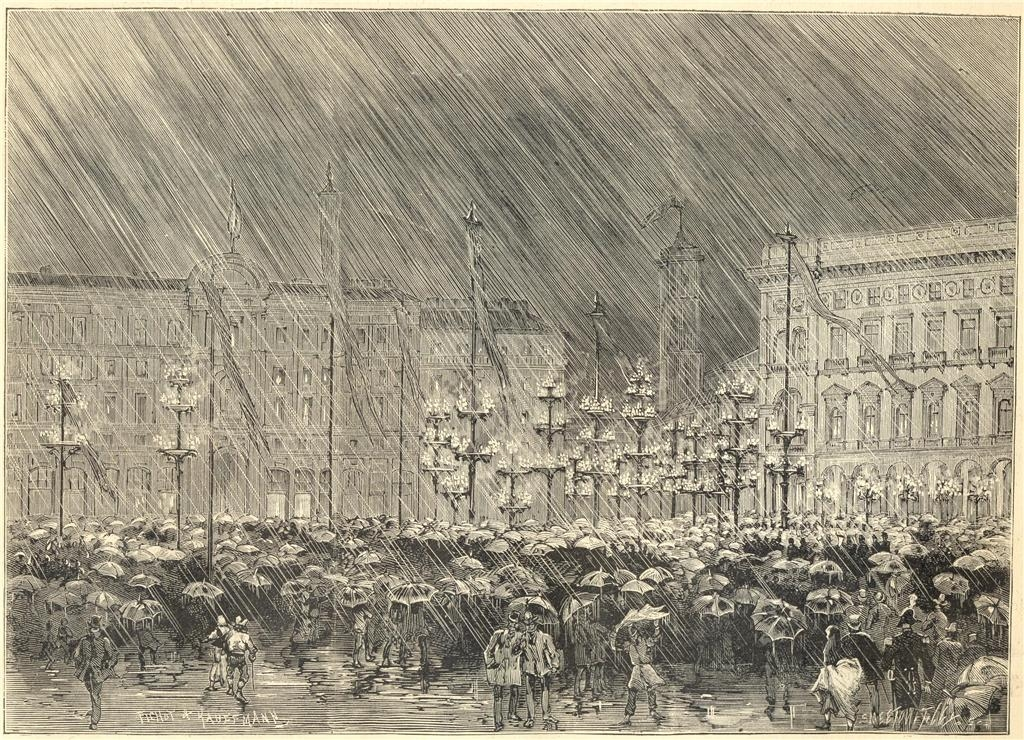
ミラノ大聖堂広場に到着したヴィルヘルム1世
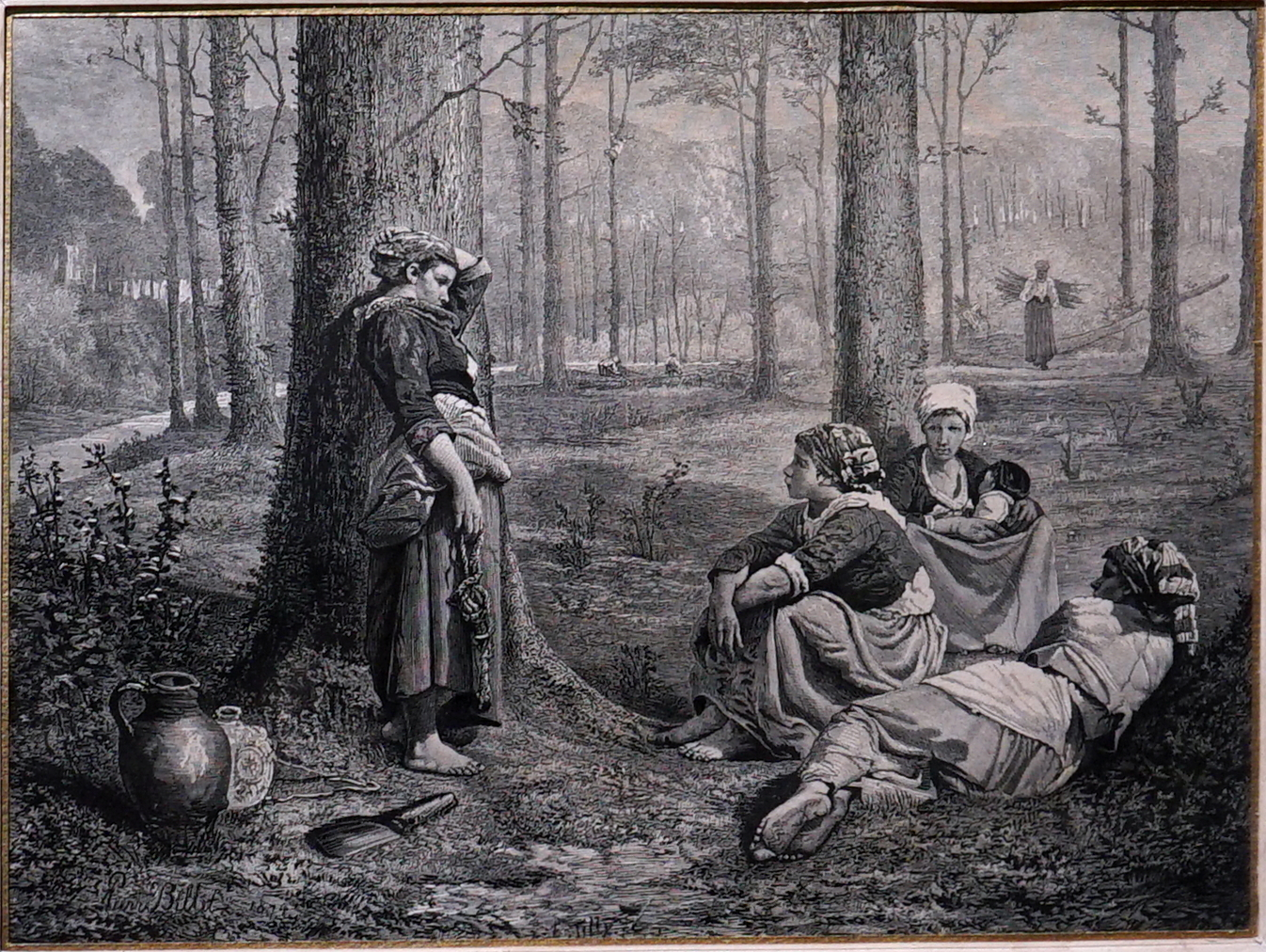
森の中での休憩